# جوشوا كلوفر
جوشوا كلوفر (بالإنجليزية: Joshua Clover) هو صحفي أمريكي، ولد في 30 ديسمبر 1962 في بيركيلي في الولايات المتحدة.